# Liste des reptiles de Bretagne
Cette liste alphabétique des noms vernaculaires de reptiles ne concerne que les espèces vivant en Bretagne (Loire-Atlantique comprise). Les tortues, notamment marines, ne sont pas abordées dans cette liste.
Cette liste comporte 10 espèces réparties en deux catégories :
- 4 espèces de lézards
- 6 espèces de serpents

## Lézards et serpents (Squamata)

### Lézards
- Famille des Anguidae

| Image         | Nom vernaculaire | Espèce          | Sous-espèce        | Répartition                 | Statut UICN France | Statut UICN mondial | Note |
| ------------- | ---------------- | --------------- | ------------------ | --------------------------- | ------------------ | ------------------- | ---- |
| Orvet fragile | Orvet fragile    | Anguis fragilis | Pas de sous-espèce | présent partout en Bretagne | (LC)               | Non évalué          |      |

- Famille des Lacertidae

| Image                  | Nom vernaculaire       | Espèce            | Sous-espèce                            | Répartition                                | Statut UICN France | Statut UICN mondial | Note |
| ---------------------- | ---------------------- | ----------------- | -------------------------------------- | ------------------------------------------ | ------------------ | ------------------- | ---- |
| Lézard des murailles   | Lézard des murailles   | Podarcis muralis  | - P. m. brongniardii - P. m. merremius | Présent partout en Bretagne                | (LC)               | (LC)                |      |
| Lézard vert occidental | Lézard vert occidental | Lacerta bilineata | - L. b. bilineata                      | Présent partout en Bretagne                | (LC)               | (LC)                |      |
| Lézard vivipare        | Lézard vivipare        | Zootoca vivipara  | - Z. v. louislantzi - Z. v. vivipara   | Pas observé sur la côte Sud de la Bretagne | (LC)               | (LC)                |      |

### Serpents
- Famille des Colubridae (couleuvres)

| Image                    | Nom vernaculaire         | Espèce                 | Sous-espèce                                           | Répartition                                                       | Statut UICN France | Statut UICN mondial | Note |
| ------------------------ | ------------------------ | ---------------------- | ----------------------------------------------------- | ----------------------------------------------------------------- | ------------------ | ------------------- | ---- |
| Coronelle lisse          | Coronelle lisse          | Coronella austriaca    | - C. a. austriaca                                     | Plutôt présente sur le littoral                                   | (LC)               | Non évalué          |      |
| Couleuvre à collier      | Couleuvre à collier      | Natrix natrix          | - N. n. astreptophora - N. n. corsa - N. n. helvetica | Présente partout en Bretagne                                      | pour la Ssp. Corsa | (LC)                |      |
| Couleuvre d'Esculape     | Couleuvre d'Esculape     | Zamenis longissimus    | Pas de sous-espèce                                    | Seulement en Loire-Atlantique et sur l'Est de l'Ille-et-Vilaine   | (LC)               | Non évalué          |      |
| Couleuvre verte et jaune | Couleuvre verte et jaune | Hierophis viridiflavus | - H. v. viridiflavus                                  | Rares stations au Sud de la Loire-Atlantique et sur la Ria d'Étel | (LC)               | (LC)                |      |

- Famille des Viperidae (vipères)

| Image          | Nom vernaculaire | Espèce       | Sous-espèce   | Répartition                                           | Statut UICN France | Statut UICN mondial | Note |
| -------------- | ---------------- | ------------ | ------------- | ----------------------------------------------------- | ------------------ | ------------------- | ---- |
| Vipère péliade | Vipère péliade   | Vipera berus | - V. b. berus | Présente partout en Bretagne                          | (VU)               | (LC)                |      |
|                | Vipère aspic     | Vipera aspis |               | Présente dans une bonne partie de la Loire-Atlantique |                    |                     |      |